# Sifare
Sifare (circa 85 a.C. – 65 a.C.) era figlio di Mitridate VI del regno del Ponto e di una concubina chiamata Stratonice.
Nato probabilmente attorno all'85 a.C. Di lui abbiamo notizie attraverso i fatti raccontati durante la terza guerra mitridatica.
Si racconta che fu messo a morte dallo stesso re nel 65 a.C. a Panticapaeum, a causa di un litigio con la madre del ragazzo. Si racconta che Mitridate aveva un castello dove nascose, nei suoi sotterranei, il suo tesoro: una grande quantità di denaro chiusi dentro a numerosi vasi di ferro. Stratonice, una delle concubine o mogli del re, era stata posta a capo di questo castello, e mentre il re del Ponto stava ancora completando il suo viaggio intorno al Ponto Eusino, lo consegnò a Gneo Pompeo Magno, rivelandogli i tesori segreti, a condizione di salvare il figlio Sifare, qualora lo avesse catturato. Pompeo, ricevuto il denaro, promise in cambio che avrebbe graziato il ragazzo, permettendole di portare via tutte le sue cose. Quando Mitridate venne a saperlo, si vendicò, uccidendo Sifare presso lo stretto, mentre la madre fu obbligata ad assistere a questo strazio dalla riva opposta, con il corpo del figlio rimasto insepolto.